# Hortense Belhôte
Hortense Belhôte, née en 1987 à Paris, est une actrice française, autrice et professeure d’histoire de l’art.

## Biographie

### Famille et formation
Hortense Belhôte naît en 1987 à Paris, d'un père juriste et d'une mère enseignante,.
Elle mène de front une licence puis une maîtrise d'histoire de l'art à l'université de Nanterre, ainsi qu'une formation d'art dramatique dans un conservatoire parisien.
Historienne et spécialiste du XVIIe siècle, elle privilégie les historiennes engagées sur les questions féministes, coloniales ou sociales, comme Michèle Riot-Sarcey, Madeleine Rebérioux ou Sylvie Steinberg. 

### Modes d'intervention
Elle réalise des « performances spectaculaires », ou conférences performées, notamment au Festival du film de fesses à Paris en 2019, aux Rencontres chorégraphiques de Seine-Saint-Denis en 2022, au Théâtre de l'Atelier et au Centre Pompidou en 2023, au musée Thomas-Henry de Cherbourg ou à la Manufacture CDCN Nouvelle-Aquitaine.
En 2021, sa série documentaire Merci de ne pas toucher décrypte sur la chaîne publique Arte les chefs-d’œuvre de l’art classique européen avec une approche féministe, queer et pop,. 
Elle est une invitée habituelle de l'émission de l'historien-producteur Patrick Boucheron Allons-y voir sur le service public radiophonique (France culture). 
En 2024, sa résidence au musée d'Orsay est remarquée, qualifiée par Les Inrockuptibles « d'escape game féministe et décolonial » et, par Libération, de « création hybride » piquante, brillante et comique.
Au printemps 2026, le théâtre de la Bastille présente une anthologie d’Hortense Belhôte, avec la reprise de six conférences.

## Les «conférences spectaculaires»
- 2019 : Une histoire du football féminin
- 2022 : Performeureuses
- 2022 : Et la marmotte ?
- 2022 : 1664
- 2023 : Portraits de famille
- 2023 : Histoires de Graffeuses